# (36595) 2000 QD134
2000 QD134 (asteroide 36595) é um asteroide da cintura principal. Possui uma excentricidade de 0.28934620 e uma inclinação de 2.55829º.
Este asteroide foi descoberto no dia 26 de agosto de 2000 por LINEAR em Socorro.